# Conception-öböl
A Conception-öböl Új-Fundland délkeleti partvidékébe mélyed az Avalon-félsziget É-i oldalán. Partján számos halászfalu épült, a legfontosabb kikötője Harbour Grace.